# Estany de Montcortès
Estany de Montcortès este o arie protejată (arie specială de conservare — SAC, sit de importanță comunitară — SCI) din Spania întinsă pe o suprafață de 45,01 ha, integral pe uscat.

## Localizare
Centrul sitului Estany de Montcortès este situat la coordonatele 42°19′55″N 0°59′41″E / 42.3319°N 0.9947°E.

## Înființare
Situl Estany de Montcortès a fost declarat sit de importanță comunitară în decembrie 1997 pentru a proteja 18 specii de animale. Situl a fost protejat și ca arie specială de conservare în decembrie 2013.

## Biodiversitate
Situată în ecoregiunile alpină și mediteraneană, aria protejată conține 7 habitate naturale: Lacuri de carst de gips, Pajiști uscate seminaturale și facies de acoperire cu tufișuri pe substraturi calcaroase (Festuco-Brometalia) (* situri importante pentru orhidee), Ape puternic oligomezotrofe cu vegetație bentonică cu Chara spp., Mlaștini calcaroase cu Cladium mariscus și specii de Caricion davallianae, Lacuri eutrofice naturale cu vegetație de tip Magnopotamion sau Hydrocharition, Formațiuni stabile xerotermofile de Buxus sempervirens pe pante stâncoase (Berberidion p.p.), Păduri de Quercus ilex și Quercus rotundifolia.
La baza desemnării sitului se află mai multe specii protejate:
- păsări (12): lăcar mare (Acrocephalus arundinaceus), rață mare (Anas platyrhynchos), Certhia brachydactyla, porumbel gulerat (Columba palumbus), cinteză (Fringilla coelebs), găinușă de baltă (Gallinula chloropus), sfrâncioc roșiatic (Lanius collurio), ciocârlie de pădure (Lullula arborea), pițigoi de brădet (Periparus ater), mărăcinar negru (Saxicola torquatus), silvie roșcată (Sylvia cantillans), pănțărușul (Troglodytes troglodytes)
- mamifere (5): vidră de râu (Lutra lutra), liliac cu aripi lungi (Miniopterus schreibersii), liliacul mediteranean cu potcoavă (Rhinolophus euryale), liliacul mare cu potcoavă (Rhinolophus ferrumequinum), liliacul mic cu potcoavă (Rhinolophus hipposideros)
- nevertebrate (1): Austropotamobius pallipes

Pe lângă speciile protejate, pe teritoriul sitului au mai fost identificate 4 specii de amfibieni, 2 specii de mamifere, 1 specie de pești, 2 specii de reptile.